# فلورنسا كوهلر
فلورنسا كوهلر (بالإنجليزية: Florence Koehler)‏ هي رسامة أمريكية، ولدت في 8 نوفمبر 1861، وتوفيت في 4 مايو 1944 في روما في إيطاليا.